# 中嶋勝一
中嶋 勝一（なかしま かついち、1892年（明治25年）9月23日 - 1965年（昭和40年）9月27日）は、大正から昭和期の実業家、政治家。衆議院議員。中島と表記する事例がある。

## 経歴
山口県玖珂郡川越村（周東町を経て現岩国市周東町）で、中嶋佐吉の長男として生まれる。小学校を卒業した。
下関唐戸乾物商業組合理事、日満大豆製粉工業取締役社長、中嶋重石鉱業取締役社長、日満食品工業取締役社長、仁田鉱山取締役などを務めた。
政界では、下関市会議員に選出され、同副議長も務めた。1947年（昭和22年）4月の第23回衆議院議員総選挙で山口県第2区から民主党公認で出馬して当選し、衆議院議員に1期在任した。この間、民主党山口県支部長などを務めた。

## 国政選挙歴
- 第20回衆議院議員総選挙（山口県第1区、1937年4月、立憲政友会公認）落選[8]
- 第22回衆議院議員総選挙（山口県全県区、1946年4月、日本進歩党公認）落選[9]
- 第23回衆議院議員総選挙（山口県第2区、1947年4月、民主党公認）当選[7]
- 第24回衆議院議員総選挙（山口県第2区、1949年1月、民主自由党公認）次点落選[4]
- 第25回衆議院議員総選挙（山口県第2区、1952年10月、自由党公認）落選[4]